# Горячий хэтчбек

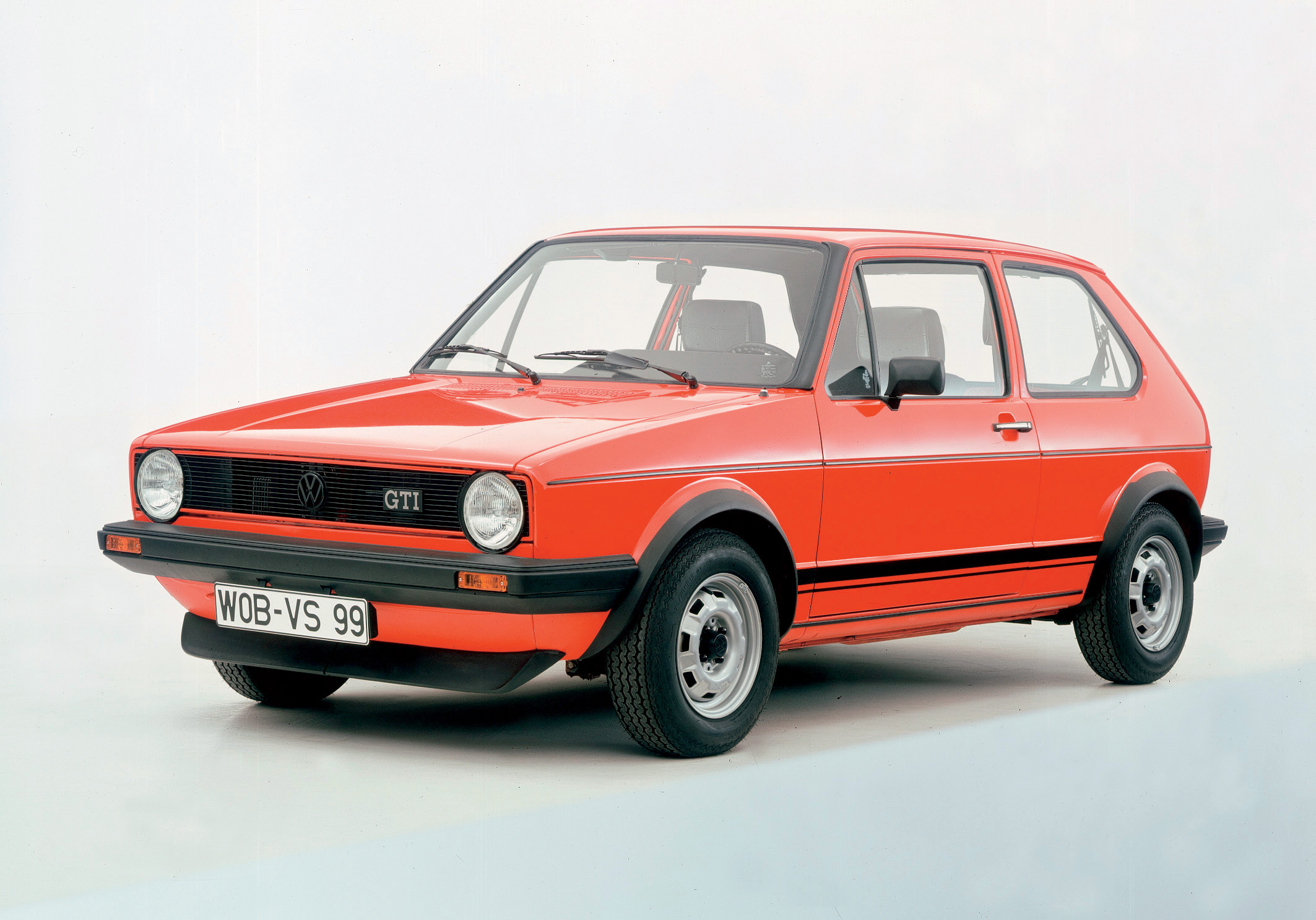
Volkswagen Golf GTI 1975 г. — один из первых «хот-хэтчей»

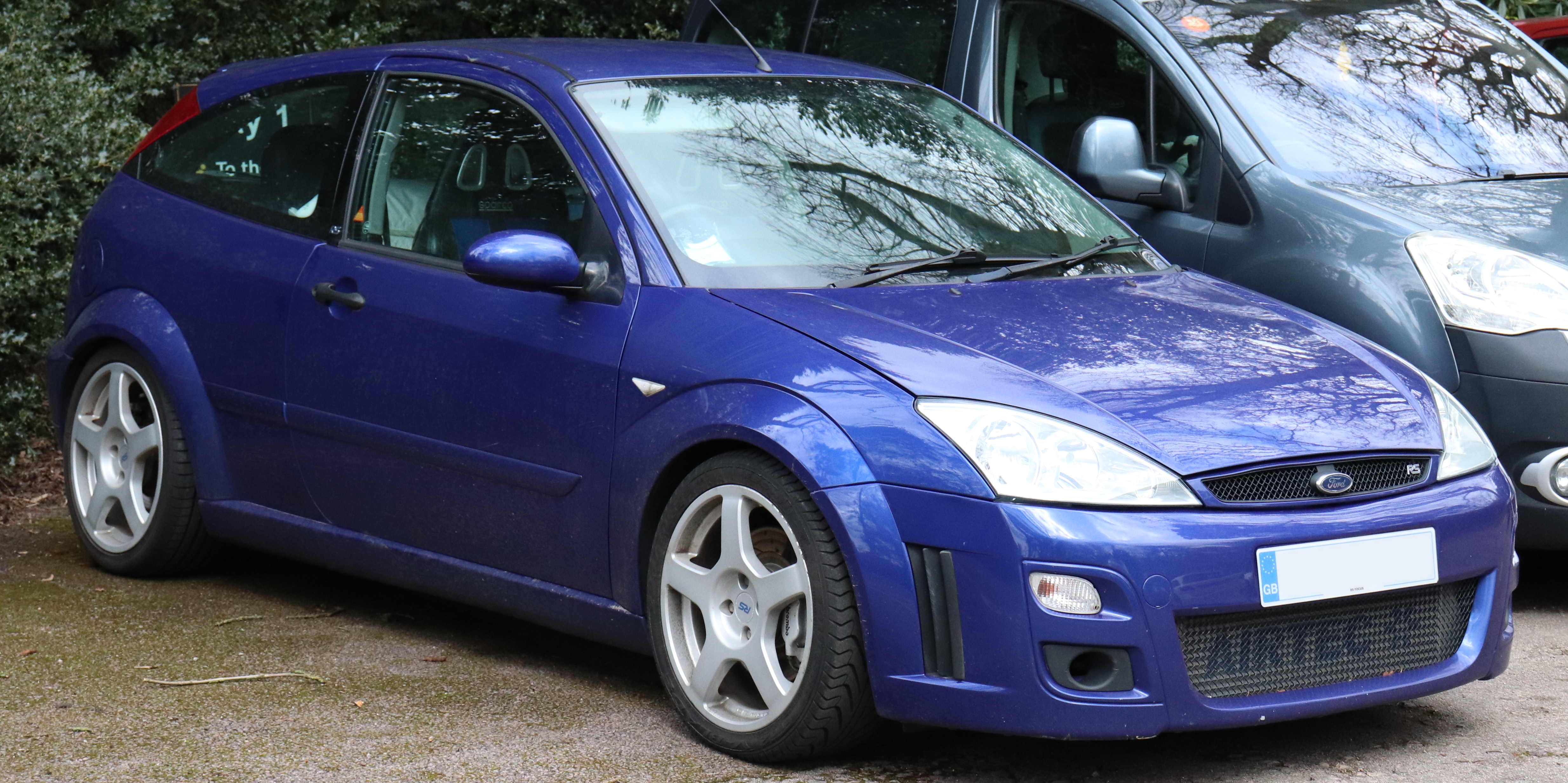
Ford Focus RS, 2002 г.

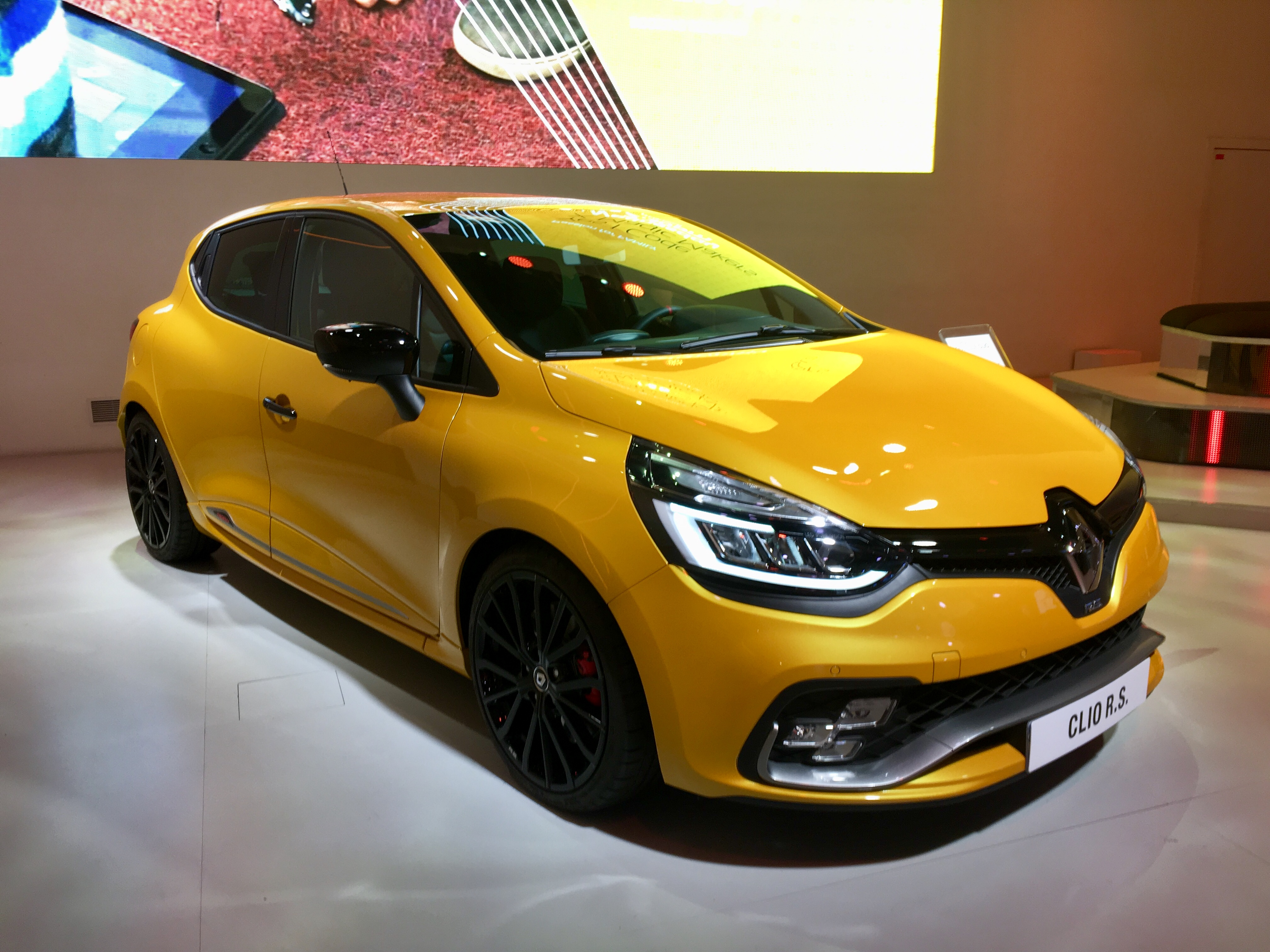
2017 Renault Clio RS

«Горячий хетчбэк» (от англ. Hot hatch) — неофициальный, но широко употребимый в автомобильной среде термин, означающий особые версии небольших семейных автомобилей с кузовом хетчбэк, отличающиеся мощным двигателем, спортивной подвеской, дополнительными аэродинамическими элементами кузова и другими изменениями спортивного характера. От спорткаров такие автомобили, как правило, отличаются большей доступностью и практичностью.
Практически «горячие хетчбэки» в ассортименте европейских производителей появились в 1970-х годах, а популярным этот класс сделал Volkswagen Golf GTI, представленный в 1975 г. Сам термин появился в 1980-х и быстро распространился в западной автомобильной прессе. Среди известных представителей класса — Renault 5 Alpine/Gordini, Peugeot 205 GTi, Ford Focus ST/RS, Honda Civic Type R.